# 严重急性呼吸系统综合征冠状病毒2流行病学溯源
严重急性呼吸系统综合征冠状病毒2流行病学溯源，介绍科学界在严重急性呼吸系统综合征冠状病毒2流行病学溯源调查领域的研究成果与观点。

## 病原體

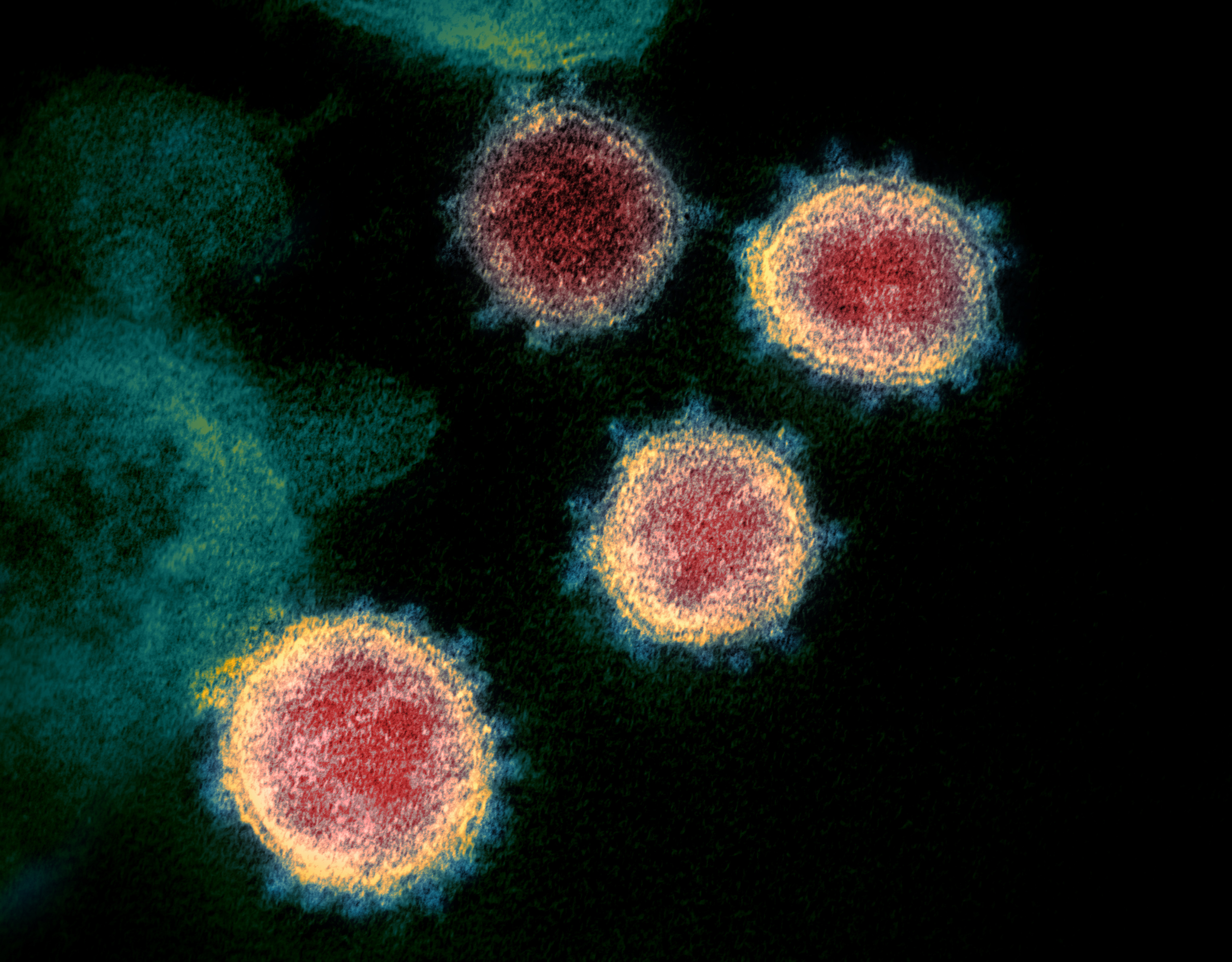
的穿透式電子顯微鏡影像

2020年1月1日，中國疾病預防控制中心在武漢華南海鮮市場採得樣本後，在1月7日發表檢驗結果，表示「不明原因的病毒性肺炎」病原體初步判定為新型冠狀病毒，又指出基因進化分析顯示病毒與嚴重急性呼吸系統綜合症冠狀病毒和中東呼吸綜合症冠狀病毒冠狀病毒分屬於不同的亞群分支，與這些病毒基因序列有較大差異。

## 早期病例及新冠病毒踪迹

### 最早發現病例
2020年1月14日，武漢市金銀潭醫院副院长黄朝林等近30名中國學者在《刺針》期刊发布论文指，进一步的流行病学调查中，通过综合武汉市医疗体系的全部病例指，一位患者在12月1日已出現癥狀，该名患者是目前已知最早发病的患者。该论文同时指出該患者並没有去過武漢华南海鲜市场，並且與後續病例之間也没有發現流行病學上的關聯。

### 基于病例的回溯研究
2020年5月3日，医学期刊《国际抗菌剂杂志》刊登题为《新冠病毒2019年12月底已在法国传播》的论文。研究人员选取14个2019年12月2日至2020年1月16日期间流感疾病（ILI）重症监护室病例，于4月6日至9日重新进行新冠病毒核酸检测，发现一名42岁男子的样本呈阳性，该病例与中国缺乏关联，且在发病前没有外国旅行史。本文认为法国低估了新冠病毒的流行性，在2019年12月下旬此病毒就可能已经在法国传播，且由于无症状感染者占据总感染数字的18-23%，说明在2020年1月有相当数量的无症状感染者没有检出。
在2021年12月的《流行病》杂志上发表的研究成果表明，伦巴第大区在首位确诊病例之前，已有至少527个确诊病例，这些病例分布在伦巴第大区1506个城镇中的222个，涵盖了其所有12个省。该研究的参与者是意大利住院和传染病研究所（IRCSS）、伦巴第大区社会福利委员会预防传染病部门的传染病学家，以及病毒学家。研究采用的方法是，分析官方病例记录、建立实验室确诊病例清单，以及对此前的病例及其密切接触者进行回访等。

### 基于血样的回溯研究
据米蘭國家腫瘤研究所2020年11月11日發表的一項研究，研究人員在2019年9月至2020年3月參加肺癌篩檢人士身上取得的959個血液樣本中，尋找冠状病毒棘突蛋白受體結合區特定抗體。結果顯示，意大利在2019年9月採集的居民血液樣本中已測出新冠病毒抗體，這意味着冠状病毒在意大利的傳播時間可能要追溯至2019年夏季。
2020年12月1日，包括来自美国疾病控制与预防中心、美国红十字会在内的科学家，刊登于美国感染病协会杂志《临床传染病》的研究显示，在2019年12月13日至2020年1月17日之间收集的九个州7389份居民献血样本中，发现有106份存在新冠病毒抗体，于武汉的首例之前就已经存在。同時，該研究文章也指出，樣本中没有一个血清可以被认为是“真正的阳性”，“真正的阳性”只能从分子诊断测试呈阳性或滴度升高的急性-恢复期配对血清中收集。

### 基于遗传进化的研究
英国一项基因研究发现，2019年底SARS-CoV-2或已在全球迅速传播，并且仍在反复发生突变以不断适应其人类宿主。这项研究名为《SARS-CoV-2基因组多样性与反复突变的出现》（Emergence of genomic diversity and recurrent mutations in SARS-CoV-2），于2020年9月在线发表在国际医学期刊《感染、遗传学和进化》（Infection, Genetics and Evolution）上。研究团队主要来自伦敦大学遗传学研究所，通讯作者为该所研究员弗朗索瓦·巴盧。研究指出，从系统进化估计来看，SARS-CoV-2大流行开始的时间大概在2019年10月6日至2019年12月11日之间，这也大概是其从自然宿主进入人类社会的时间。

### 基于废水的流行病学研究
已有很多对新冠早期病例的研究，采用了基于废水的流行病学的方法。巴西、意大利、澳大利亚、英国、丹麦、西班牙等国的多项研究都表明，在社区发现第一例病例之前的样本即已呈现阳性，“废水信号”早于确诊病例的天数最多可达63天。例如，对巴西圣卡塔琳娜州弗洛里亚诺波利斯的一项研究表明，SARS-CoV-2可能在2019年11月就已经在巴西的社区中传播，比美洲报告的首例病例还要早。

## 病毒媒介來源
最早的媒介判定來自2020年1月21日中國科學院上海巴斯德研究所等研究機構在《中國科學：生命科學》的論文，初步判定進化來源為寄生在果蝠的HKU9-1冠狀病毒，推測武漢冠狀病毒的自然宿主也可能是蝙蝠。
2020年2月3日，《自然》杂志刊登武汉病毒研究所石正丽团队的论文披露，在2013年，武汉病毒研究所石正丽团队在云南一山洞里采集的菊头蝠样本，发现了冠状病毒RaTG13，武漢新型冠狀病毒在整个基因组中与RaTG13病毒有96.2%的一致性。
2020年7月28日，《自然-微生物学》发表了一项由中国、欧洲和美国的科学家共同完成的研究，其中显示，新冠病毒可能已经在蝙蝠中传播了数十年。
2022年2月，法国巴士德研究院学者在《自然》杂志网站上发表一篇論文，提到巴黎巴斯德研究所病原体实验室负责人Marc Eloit在2020年底和2021年初带领一个研究团队前往老挝北部一個生活着数百万只蝙蝠的石灰岩洞穴，他们在老挝发现的病毒 "非常接近可以分离出来的第一批Sars-CoV-2毒株"，是迄今为止发现的最接近的毒株，这种病毒具有新冠病毒中S蛋白直接感染人类的功能。

## 原发疫源地
喬治城大學傳染病專家丹尼爾·露西接受《科學》採訪時指出「13個無關連的個案是個很大的數字」，又表示因為病毒有潛伏期，第一例病症最遲在2019年11月已發生。丹尼爾·露西认为，中东呼吸综合征冠状病毒是2012年6月从沙特阿拉伯的一名患者身上首次发现的。但后来的研究将其追溯到2012年4月约旦的一次早期医院爆发的不明原因肺炎，从约旦死亡的两个人身上储存的样本证实他们感染了这种病毒。露西因此建议，对动物及其供应商的血液样本、确诊患者的血液样本进行回顾性分析可能会揭示新冠病毒的起源地。
2020年4月14日，英国剑桥大学遗传学专家彼得·福斯特及剑桥大学耶稣学院院长科林·伦福儒等在《美国国家科学院院刊》发布论文，研究人员按照进化关系，使用了160个完成的病毒基因样本，标记为A、B、C三类。这些样本在2019年12月24日至2020年3月4日期间，采集自世界各地。此项研究发现，A类与C类有相当多比例在东亚以外地区被发现。相反，B类是东亚最常见的类型，B类的原始类型似乎没有传到东亚以外，直到最初的突变产生B类衍生型后才传出去。这一现象指向奠基者效应或东亚以外对B类原始型在免疫上或环境上的抗性。
2021年3月30日，世界衛生組織總幹事譚德塞于SARS-CoV-2起源报告吹风会上发表讲话称：该报告对现有数据进行了全面审查，表明2019年12月甚至更早的时候存在无法识别的传播；调查团队探讨了病毒通过食物链感染人类的可能性，其希望对武汉及其周边市场出售的动物追踪以更好了解中间宿主与影响范围；研究小组认为实验室泄漏是最不可能的假设，但實驗室外泄說需要进一步調查以及为了了解更早病例需要全面获得至少从2019年9月起包括生物样本在内的数据，团队成员对获得原始数据表达了困难，他期待未来的合作研究将包括更及时、更全面的数据共享。
2021年8月18日，来自悉尼大学、加州大学伯克利分校、宾夕法尼亚大学、格拉斯哥大学、爱丁堡大学等高校的20余位病毒学家在Cell发表一篇关于新冠病毒溯源的综述性文章。文章根据已有的科学研究认为没有证据表明新冠病毒起源自实验室，没有证据表明任何早期新冠病例与武汉病毒研究所有任何联系。文章还认为新冠病毒更有可能来源于野生动物贸易中人与动物的大量接触。